# Linkin Park Underground X
Linkin Park Underground X (conhecido como LP Underground X: Demos e abreviado como LPU X ou LPU 10) é o décimo segundo CD lançado pela banda norte-americana de rock Linkin Park para o seu fanclub oficial, o LP Underground. O EP foi lançado em novembro de 2010.
O EP contém dez demos, que vão desde os dias de Xero até as primeiras sessões de A Thousand Suns. Alguns meses antes do lançamento do LP Underground X, o Linkin Park lançou A Decade Underground, que é um CD de compilação que incluía canções, desde Songs from the Underground, bem como "Across The Line" e "Pretend to Be", o último dos quais foi incluído novamente no LP Underground X: Demos.

## Antecedentes
Décimo segundo EP lançado pelo fã-clube oficial do grupo, LP Underground. O LP Underground X contém oito demos que foram lançadas anteriormente pelo grupo, incluindo uma primeira versão instrumental da música "Points of Authority" (apresentado no primeiro álbum de estúdio da banda, Hybrid Theory) com a adição de um remix do que foi feito pelo rapper Mike Shinoda e originalmente lançado como b-side do single "Bleed It Out" e da música "Pretend to Be", lançado inicialmente no álbum de compilação, A Decade Underground.

## Composição e gravação
As dez faixas do CD, incluem demos de todas as épocas da banda e um remix. "Coal" vem das sessões de Xero, "Oh No", é uma demo das primeiras sessões de "Points of Authority", de Hybrid Theory. "Unfortunate" e "Halo" foram tiradas das sessões de gravação do álbum Meteora. "Divided", "Pale" e "What We Don't Know" foram feitos durante a gravação para o Minutes To Midnight. "Pretend to Be" foi iniciado durante Minutes To Midnight, mas foi concluído mais tarde, "I Have Not Begun" foi gravado durante as primeiras partes do processo de A Thousand Suns e "What I've Done (M. Shinoda Remix)" é, obviamente, um remix de "What I'Ve Done" feito por Mike Shinoda. Este remix difere ligeiramente do "Distorted Remix" lançado em Minutes To Midnight.
Enquanto "I Have Not Begun" foi gravado durante as sessões de A Thousand Suns, as letras foram escritas anteriormente.

## Faixas
| Faixas do CD   |                                             |         |  |
| N.º            | Título                                      | Duração |  |
| 1.             | "Unfortunate" (Unreleased Demo 2002)        | 2:06    |  |
| 2.             | "What We Don't Know" (Unreleased Demo 2007) | 3:39    |  |
| 3.             | "Oh No" ("Points of Authority" Demo)        | 2:05    |  |
| 4.             | "I Have Not Begun" (Unreleased Demo 2009)   | 3:06    |  |
| 5.             | "Pale" (Unreleased Demo 2006)               | 5:00    |  |
| 6.             | "Pretend to Be" (Unreleased Demo 2008)      | 3:56    |  |
| 7.             | "Divided" (Unreleased Demo 2005)            | 3:39    |  |
| 8.             | "What I've Done" (M. Shinoda Remix)         | 3:40    |  |
| 9.             | "Coal" (Unreleased Demo 1997)               | 3:38    |  |
| 10.            | "Halo" (Unreleased Demo 2002)               | 3:42    |  |
| Duração total: | Duração total:                              | 26:52   |  |